# Zealand Business College
ZBC er en selvejende dansk uddannelsesinstitution, som består af 10 uddannelsessteder i Holbæk, Roskilde, Ringsted, Næstved, Køge, Slagelse, Kalundborg, Faxe, København og Vordingborg. ZBC har cirka 8000 årselever, over 1000 ansatte og en omsætning på 710 millioner kroner.
På ZBC udbydes der mere end 40 forskellige erhvervsuddannelser, som for eksempel grund- og hovedforløb til urmager, konditor, bager, mekaniker og it-supporter, samt merkantile erhvervsuddannelser inden for både handel, kontor og finans.
Der udbydes der også gymnasieuddannelserne HHX og HTX med forskellige studieretninger. ZBC udbyder også en særligt tilrettelagt studieretning for unge med en ASF-diagnose på deres HTX-uddannelse i Slagelse.
Samtidig har ZBC voksen- og efteruddannelser, der er korte kurser og længere uddannelsesforløb til både enkeltpersoner samt virksomheder, institutioner og organisationer.
Hvis man har en læreplads for eksempel inden for tekstil, ernæring eller andre områder, som skolen udbyder, har man også muligheden for at tage sine obligatoriske skoleophold på ZBC.

## Historie
ZBC er opstået på baggrund af en fusion af Næstved Handelsskole og Vordingborg Handelsskole, hvor de i 2002 skiftede navn til Handelsskolen Sjælland Syd. Den 9 september 2009 besluttede bestyrelserne fra Handelsskolen Sjælland Syd i Næstved og Vordingborg og EUC Ringsted, at sammenlægge de to institutioner, og ændre navn til Zealand Business College (ZBC). Fusionen skete i sommeren 2010. I 2015 var der også en fusion med Slagteriskolen i Roskilde, der blev en del af ZBC.
I 2017 fusionerede ZBC med SOSU Sjælland og Selandia og blev dermed Danmarks næststørste erhvervsskole.